# Protesta en la Plaza de Shahbag (Bangladés) en 2013

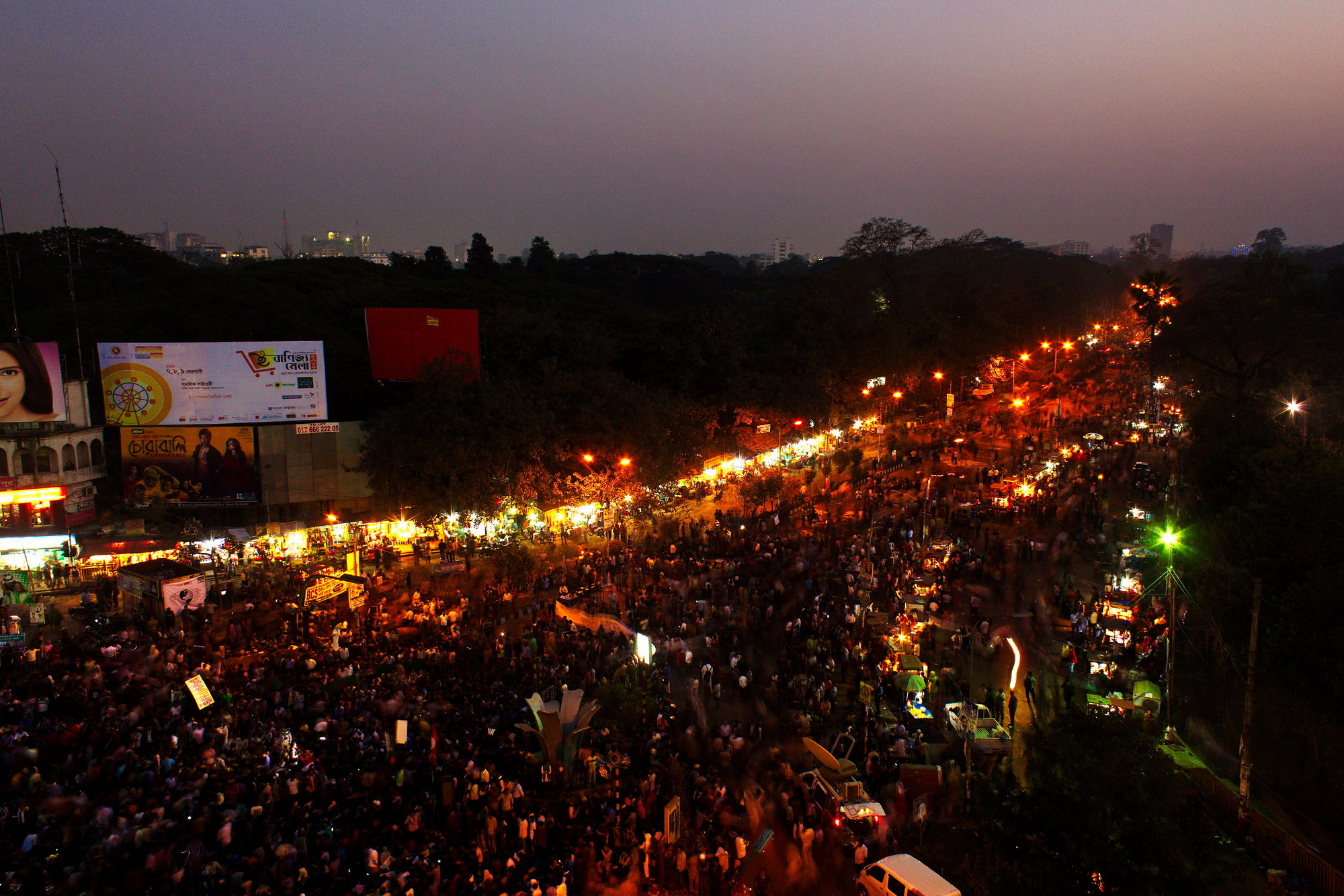
Protesta en la plaza del Shahbag

El movimiento de protesta masivo en la Plaza de Shabag, comenzó el 5 de febrero de 2013 en Daca, Bangladés. Se inició en demanda de la pena capital para Abdul Quader Mollah (convicto criminal de guerra y político islamista de Bangladés), y los demás acusados por crímenes contra la humanidad durante la Guerra de Liberación de Bangladés en 1971. 
En tal fecha, el Tribunal Internacional de Crímenes (TIC) de Bangladés condenó a Mollah a cadena perpetua, por ser culpable de múltiples asesinatos y violaciones (incluyendo menores de edad), y estar directamente involucrado en el genocidio que tuvo lugar durante la guerra. El TIC se creó en marzo de 2010 para investigar y juzgar los crímenes cometidos en la guerra de independencia, en la que nacionalistas bangladeshíes, apoyados por India, y las fuerzas paquistaníes se enfrentaron dejando un saldo de tres millones de muertos y 1000 mujeres violadas.

## Veredicto
El 18 de diciembre de 2011, la Fiscalía presentó una acusación formal hacia Abdul Quader Mollah, según lo dispuesto en la Sección 9 de la Ley 1073. El 5 de febrero de 2013, el Tribunal Internacional de Crímenes (Bangladés) le declaró culpable de crímenes contra la humanidad durante la Guerra de Liberación de Bangladés en 1971.
Mollah fue acusado por los siguientes cargos:
1. Los asesinatos de Pallaby
2. El asesinato del poeta pro-liberación Meherunnesa, su madre y sus dos hermanos.
3. El asesinato de Khandoker Abu Taleb
4. La matanza de Ghatar Char y Bhawal Bari Khan
5. El genocidio de Alubdi (344 personas)
6. El asesinato y violación de Hazrat Ali y sus familiares.

El Tribunal declaró a Mollah culpable de todos los cargos salvo el número 4. En el veredicto se le condenó a cadena perpetúa por las acusaciones de los casos 5 y 6, además de 15 años de cárcel por los casos 1, 2 y 3. Después de la condena Abdul Quader Mollah hizo la señal “V” de victoria mientras que entraba en un coche después del veredicto.

## Motivos de la protesta
El veredicto de Mollah no dejó conforme a los ciudadanos de Bangladés. También se enfurecieron por la señal que hizo Abdul Qader Mollah después del veredicto. Por ello, después de esos acontecimientos, ellos salieron a la plaza con las siguientes exigencias:
1. Pena capital para Abdul Quader Mollah.[9][10][11]
2. Pena de muerte para todos los criminales de la guerra.[12][13][14]
3. Prohibición del partido político Jamaat-e-islami.[15][16]
4. Boicotear a todas las instituciones de Jamaat[17]

## El comienzo de la protesta

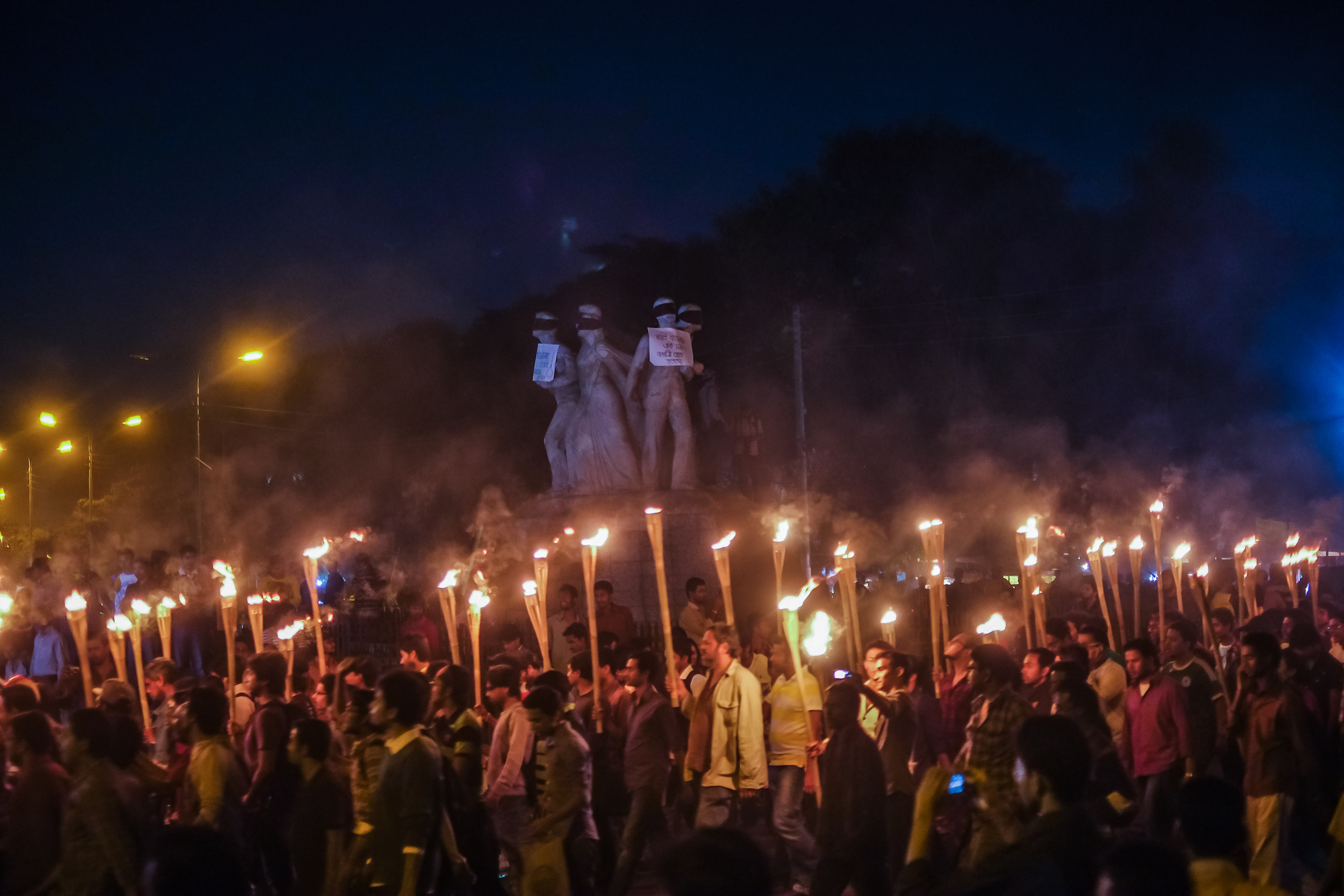
Manifestación en la plaza del Shahbag

Las protestas comenzaron apenas unas horas después de que se anunciara el veredicto. Un grupo de activistas en línea  "Bloggers y Activistas online" (Boan), hizo una llamada a través de las redes sociales para animar a los ciudadanos a manifestar su disconformidad con la decisión del jurado. El rechazo hacia el veredicto fue enormemente apoyado en distintos medios de información y redes sociales, y dio comienzo a la protesta la tarde del martes, en la plaza del Shahbag , 'Projonmo Chottor ' [La plaza de la generación]. Los manifestantes llenaron los suelos de la plaza de pinturas y caricaturas, también colgaron efigies de los sospechosos de crímenes de guerra, entre ellos Mollah, con la promesa de continuar con la protesta hasta que el gobierno de respuesta a sus demandas.

## En medios internacionales
BBC, CNN, Yahoo! News, Reuters, Al Jazeera, La Razón  y otros han publicado noticias sobre este movimiento en sus sitios respectivos. BBC finalmente cambió su título después de los ciudadanos de Bangladés llevó a Twitter, Tumblr y Facebook para poner de relieve algunas imprecisiones.